# 公田官物率法
公田官物率法（こうでんかんもつりつほう）とは、平安時代中期に公田に対する官物賦課率を定めた規定（率法）。令制国ごとに太政官符又は宣旨によって段単位で定めた。単に官物率法（かんもつりつほう）とも。
律令制が衰退した平安時代中期以後、従来の税制は崩壊して本来は人頭税であった庸・調・出挙が、租と同じように地税化（雑徭の一部を含む）していった。これらの地税をまとめて官物と称した。初期の官物徴収は特に基準がなかったためにそれぞれの国例に従って官物率法が決定されて賦課されたが、国司が徴税を担い、強い裁量権による弊害が生じた。恣意的な賦課（官物加徴）なども行われ、農民側の抵抗も強かった。
そのために遅くても11世紀中期には、朝廷は国司の徴税裁量権を弱めることとし、公田を賃租・請作した場合の地子に基づいて、1段＝3斗（段別三斗、1段は1反と同義）を「見米」と称して租に替わる基本的な賦課とし、それに庸・調・出挙・雑搖などに替わる地税賦課を「准米」と呼ばれる代物納（一部は絹・布・油などの手工業品を含む）の形で上乗せすることという基本が確立されることになった。また、その一部は京庫納として京都に送られて朝廷の財政に宛てられた。これによって朝廷は租庸調に代わる安定した財源も確保した。
この制度は王朝国家から初期武家政権に至るまでの税制の基本となり、一国平均役などの賦課基準としても用いられていた。